# Aire urbaine de Beaucaire
L'aire urbaine de Beaucaire est une aire urbaine française constituée autour de l'unité urbaine de Beaucaire.
En 2017, sa population est de 30 776 habitants.
L’aire urbaine de Beaucaire fait partie de l’espace urbain Grand delta méditerranéen. 

## Caractéristiques
En 2020, l'Insee définit un nouveau zonage d'étude : les aires d'attraction des villes. L'aire d'attraction de Beaucaire remplace désormais son aire urbaine, avec un périmètre différent.
Selon la délimitation établie par l'INSEE en 2010, l'aire urbaine de Beaucaire est composée de 2 communes, situées dans le Gard et les Bouches-du-Rhône. 
Elles font toutes deux partie de son pôle urbain, l'unité urbaine (couramment : agglomération) de Beaucaire.
Il n'y a pas de communes dites monopolarisées.

## Composition
Liste des communes appartenant à l'aire urbaine de Beaucaire selon la nouvelle délimitation de 2010 et sa population municipale (liste établie par ordre alphabétique) :
| Nom       | Code Insee | Statut | Superficie (km2) | Population (dernière pop. légale) | Densité (hab./km2) |
| --------- | ---------- | ------ | ---------------- | --------------------------------- | ------------------ |
| Beaucaire | 30032      |        | 86,52            | 15 695 (2022)                     | 181                |
| Tarascon  | 13108      |        | 73,97            | 15 525 (2022)                     | 210                |

## Évolution démographique
| 1968   | 1975   | 1982   | 1990   | 1999   | 2009   | 2014   | 2015   | 2016   |
| ------ | ------ | ------ | ------ | ------ | ------ | ------ | ------ | ------ |
| 23 324 | 23 194 | 23 575 | 24 226 | 26 435 | 29 009 | 30 442 | 31 150 | 30 902 |

| 2017   | - | - | - | - | - | - | - | - |
| ------ | - | - | - | - | - | - | - | - |
| 30 776 | - | - | - | - | - | - | - | - |